# Peliococcus talhouki
Peliococcus talhouki är en insektsart som beskrevs av Matile-ferrero 1984. Peliococcus talhouki ingår i släktet Peliococcus och familjen ullsköldlöss. Inga underarter finns listade i Catalogue of Life.